# Goce Sedloski
Goce Sedloski (n. Golemo Konjari, Macedonia; 10 de abril de 1974) es un exfutbolista macedonio que se desempeñaba como defensor. Fue 100 veces internacional con la selección de fútbol de Macedonia del Norte.Actualmente es entrenador del NK Široki Brijeg bosnio.

## Clubes

### Como jugador
| Club                | País       | Año       |
| ------------------- | ---------- | --------- |
| FK Pobeda           | Macedonia  | 1994-1995 |
| HNK Hajduk Split    | Croacia    | 1996-1998 |
| Sheffield Wednesday | Inglaterra | 1998      |
| GNK Dinamo Zagreb   | Croacia    | 1999-2004 |
| Vegalta Sendai      | Japón      | 2004      |
| Diyarbakırspor      | Turquía    | 2005-2006 |
| SV Mattersburg      | Austria    | 2006-2011 |

### Como entrenador
| Club                           | País                 | Año       |
| ------------------------------ | -------------------- | --------- |
| SV Mattersburg (2º entrenador) | Austria              | 2010-2013 |
| Macedonia(2º entrenador)       | Macedonia del Norte  | 2011-2012 |
| FK Horizont Turnovo            | Macedonia del Norte  | 2013-2014 |
| FK Vardar (Director deportivo) | Macedonia del Norte  | 2014-2015 |
| FK Vardar                      | Macedonia del Norte  | 2015-2017 |
| Riga FC                        | Letonia              | 2018      |
| NK Široki Brijeg               | Bosnia y Herzegovina | 2018-     |